# Selina Freitag
Selina Alma Freitag (Erlabrunn, 19 de mayo de 2001) es una deportista alemana que compite en salto en esquí. Su hermano Richard compite en el mismo deporte.
Ganó cinco medallas en el Campeonato Mundial de Esquí Nórdico, en los años 2023 y 2025.
En los Juegos Europeos de Cracovia 2023 consiguió una medalla de bronce en la prueba de trampolín grande individual.

## Palmarés internacional
| Campeonato Mundial | Campeonato Mundial  | Campeonato Mundial | Campeonato Mundial  |
| Año                | Lugar               | Medalla            | Prueba              |
| ------------------ | ------------------- | ------------------ | ------------------- |
| 2023               | Planica (Eslovenia) | Medalla de oro     | TN por equipo       |
| 2023               | Planica (Eslovenia) | Medalla de oro     | TN por equipo mixto |
| 2025               | Trondheim (Noruega) | Medalla de plata   | TN individual       |
| 2025               | Trondheim (Noruega) | Medalla de plata   | TG individual       |
| 2025               | Trondheim (Noruega) | Medalla de bronce  | TN por equipo       |
| Juegos Europeos    |                     |                    |                     |
| Año                | Lugar               | Medalla            | Prueba              |
| 2023               | Zakopane (Polonia)  | Medalla de bronce  | TG individual (EV)  |